# 4730 Xingmingzhou
4730 Xingmingzhou è un asteroide della fascia principale del diametro medio di circa 25,06 km. Scoperto nel 1980, presenta un'orbita caratterizzata da un semiasse maggiore pari a 3,1215919 UA e da un'eccentricità di 0,0483203, inclinata di 12,01407° rispetto all'eclittica.